# サンテンラッキーセブンショー
『サンテンラッキーセブンショー』は、1961年4月6日から1962年2月28日までTBS系列局で放送されていたTBS製作の歌謡番組である。参天製薬の一社提供。放送時間は毎週木曜 19:00 - 19:30 （日本標準時）。
毎回1組の歌手がゲスト出演し、当時のヒット曲を7曲歌唱。そのうちの1曲はクイズになっており、その答えを番組に送った視聴者には抽選で「ラッキー賞」がプレゼントされた。司会は、歌手の伊藤素道と田代みどりが務めていた。